# Civil (Ort, Cassa)
Civil ist eine osttimoresische Siedlung im Suco Cassa (Verwaltungsamt Ainaro, Gemeinde Ainaro).

## Geographie
Civil ist ein Dorf im Nordosten der Aldeia Civil, in einer Meereshöhe von 170 m. Durch das Dorf führt die Überlandstraße von Cassa, dem Hauptort des Sucos, zur Gemeindehauptstadt Ainaro im Norden. Östlich fließt der Buronuno, ein Nebenfluss des Belulik und Grenze zum Suco Suro-Craic. Südlich liegt der Ort Cassa, nördlich in direkter Nachbarschaft das Dorf Lias.